# Rathaus (Tartu)

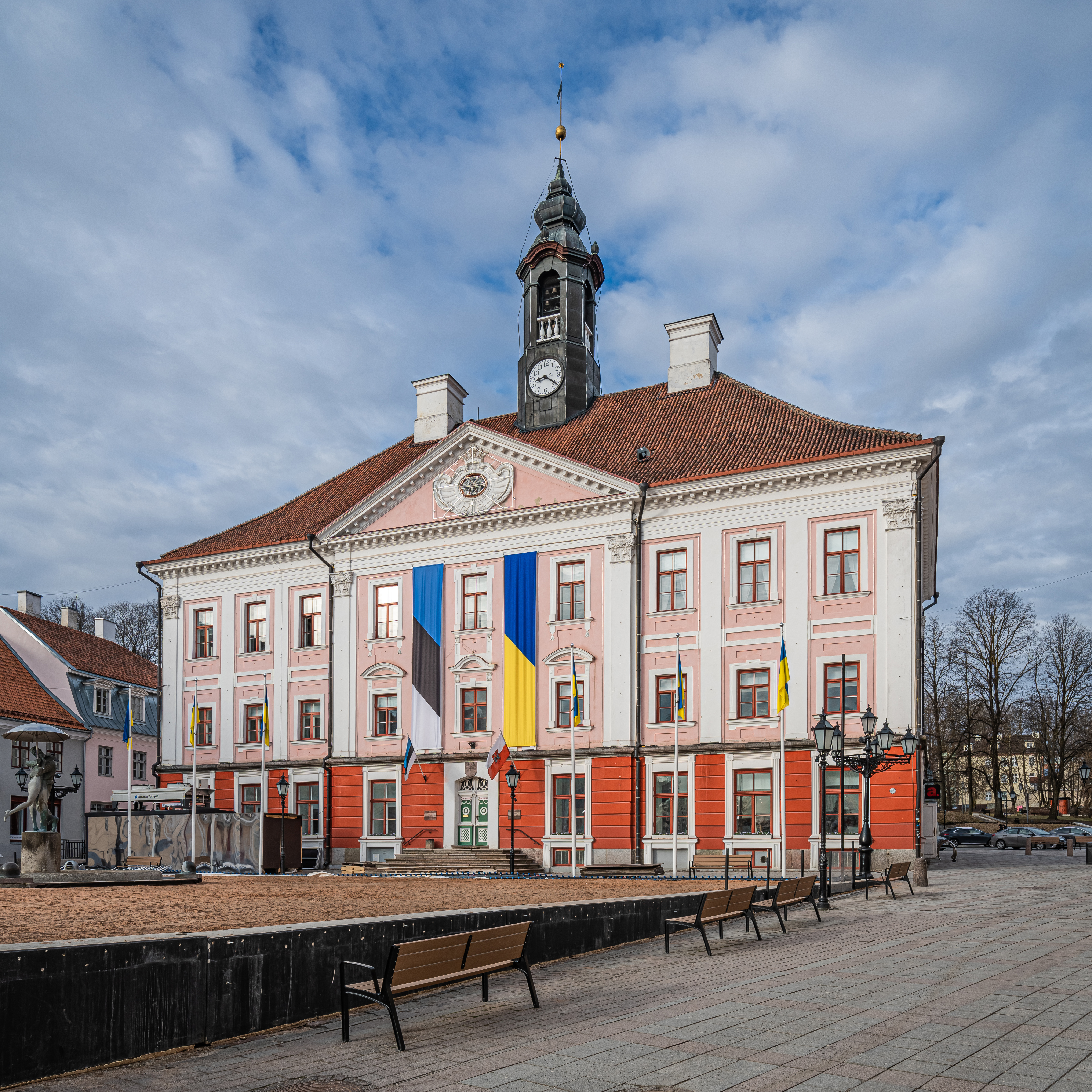
Rathaus von Tartu

Das Rathaus von Tartu (estnisch Tartu raekoda) ist eines der Wahrzeichen der zweitgrößten Stadt Estlands.

## Geschichte
Das Rathaus der Universitätsstadt Tartu (deutsch Dorpat) befindet sich im Zentrum der größten südestnischen Stadt am Aufgang zum Domberg. Es ist das dritte Rathaus an derselben Stelle in der über achthundertjährigen Geschichte der Hansestadt. Der Vorgängerbau von 1693 fiel 1726 in sich zusammen, nachdem er im Nordischen Krieg stark in Mitleidenschaft gezogen worden war. Durch den verheerenden Brand der Altstadt 1775 ergaben sich Notwendigkeit wie auch Gelegenheit zur Errichtung eines neuen Ratsgebäudes.
Für das neue repräsentative Ratsgebäude entwarf der aus Rostock stammende Architekt Johann Heinrich Bartholomäus Walther den Entwurf. Der holländische Frühklassizismus diente ihm als Leitbild. Das Rathaus wurde auf einem Fundament aus Erlenholz errichtet. Der Bau wurde offiziell 1786 eingeweiht und 1789 endgültig fertiggestellt.

## Beschreibung

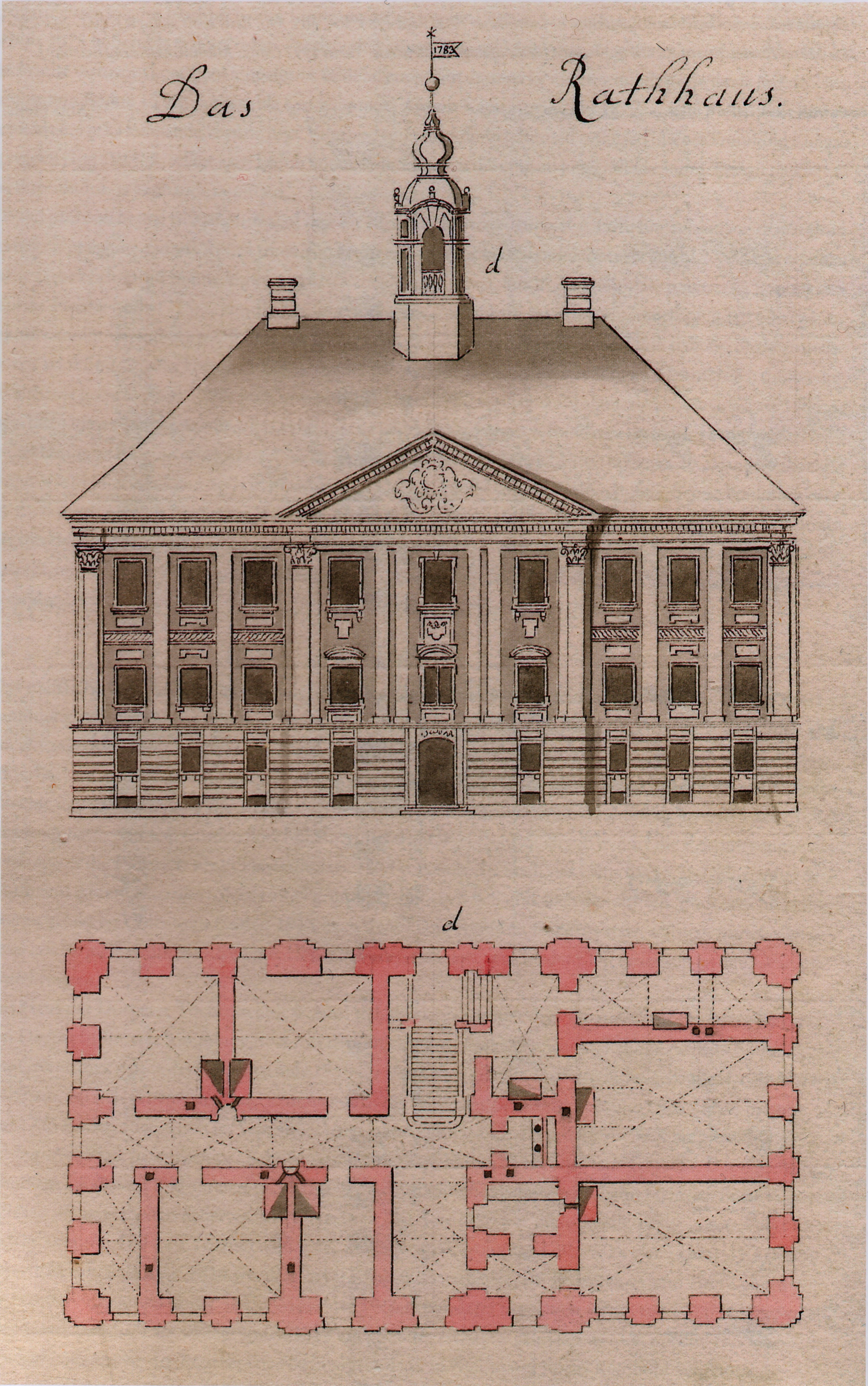
Aufriss und Plan des Rathauses (Brotze)

Das Gebäude besteht aus einem Kellergeschoss sowie drei Stockwerken und einem Walmdach mit Dachreiterturm. Ursprünglich waren im Sockelgeschoss die Gefängnisräume sowie die Stadtkasse und das Archiv untergebracht. Die Etage aus Granitstein ist rustikal gehalten. Im rechten Flügel befand sich die Waage von Tartu. Seit 1922 ist dort eine Apotheke untergebracht.
In den beiden oberen Stockwerken befinden sich seit alters her die Repräsentationsräume der Stadt. Sie sind an der Fassade optisch klar abgetrennt. Die beiden Paradegeschosse sind mit Stuckgirlanden und Pilastern verziert. Zu ihnen führte eine Außentür, die man über eine Treppe vom Rathausplatz erreichte.
Im ersten Obergeschoss befanden sich die Gerichtsräume und die Empfangszimmer des Bürgermeisters. Im rechten Flügel des zweiten Obergeschosses dominiert der prachtvoll eingerichtete Ratssaal. Im Gegensatz zu den mit barocken und frühklassizistischen Mischformen gestalteten übrigen Räumen weist der Ratssaal eine klare Rokoko-Einrichtung auf. Die Stuckverzierung stammt aus der Werkstatt des Architekten Walther.
Der charakteristische Turm mit seiner historischen Uhr ist wiederum stark klassizistisch. Zu bestimmten Stunden erklingt ein Glockenspiel im Uhrenturm. Die heutigen achtzehn Glocken wurden in Karlsruhe gefertigt.

## Rathausplatz

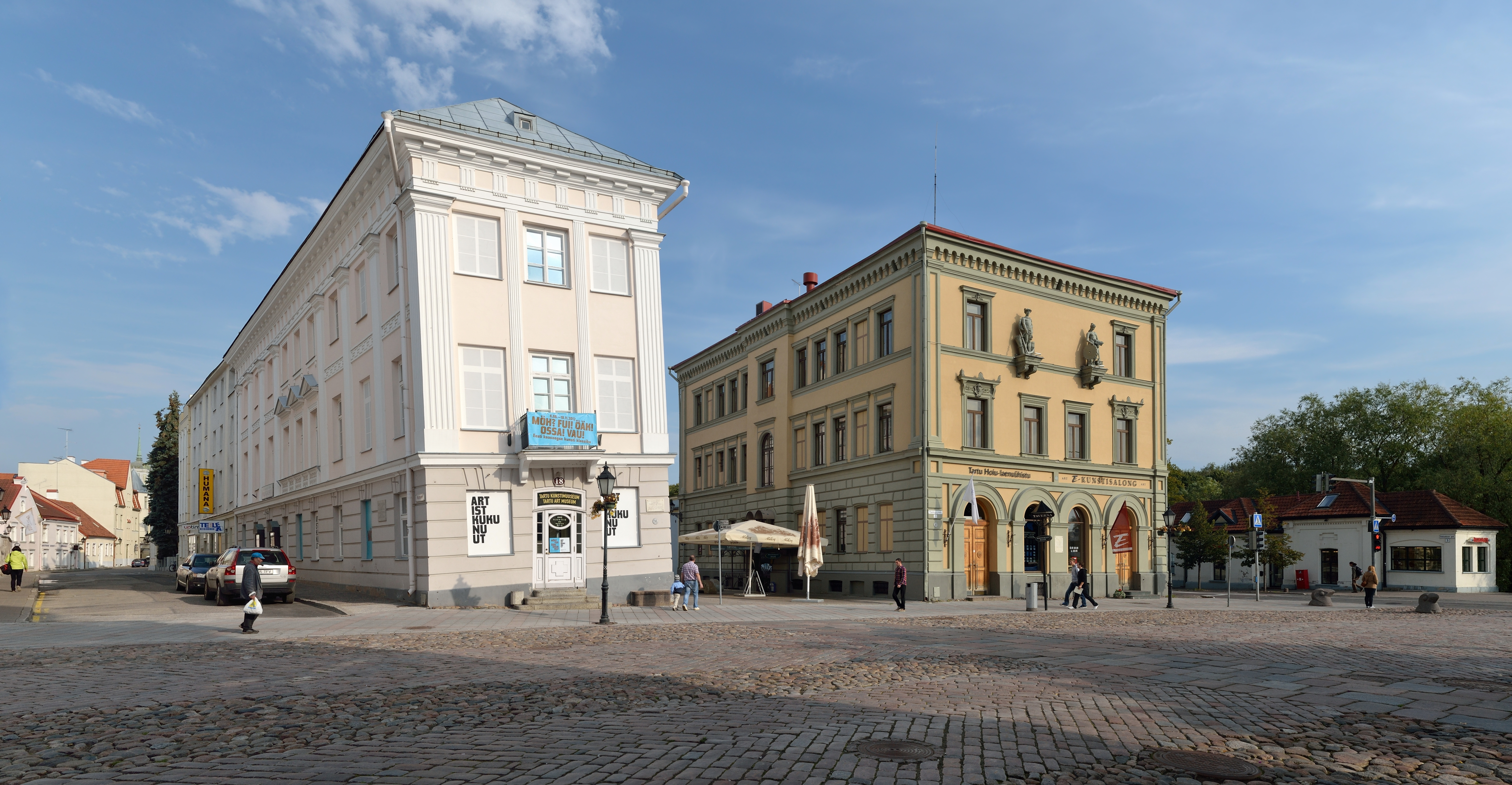
Raekoja Plats 18 und 20, links das „Schiefe Haus“

Der lang gestreckte Rathausplatz (Raekoja plats, früher „Großer Markt“) führt vom Rathaus mit einem leichten Gefälle zum Fluss Emajõgi (Embach). Der Platz wird zum Fluss hin schmaler.
Der Rathausplatz führte auf die berühmte Tartuer „Steinbrücke“ (Kivisild) zu, die 1784 als erste Steinbrücke in den russischen Ostseeprovinzen zu Ehren der russischen Zarin Katharina eröffnet worden war. Das historische Bauwerk wurde während des Zweiten Weltkriegs 1941 von sowjetischen Truppen und 1944 endgültig von der deutschen Wehrmacht zerstört. Seit 1960 verbindet eine neue Bogenbrücke die beiden Flussufer.
Vor dem Rathaus steht der Springbrunnen „Die küssenden Studenten“ (Suudlevad tudengid) des estnischen Bildhauers Mati Karmin (* 1959). Er stellt ein sich unter einem Regenschirm küssendes Studentenpärchen dar. Die Plastik spielt auf den jugendlichen Charakter der bedeutenden Universitätsstadt an.
Am Rathausplatz befinden sich zahlreiche historische Gebäude, unter anderem das Hotel und Restaurant Draakon mit seinem historischen Wasserspeier, das ehemalige Haus der Großen Gilde (bis 1938 Sitz der estnischen Nationalbank in Tartu) sowie das „Schiefe Haus“ am Rathausplatz 18.
Da der Untergrund der Altstadt aus Torfboden besteht und alle Häuser auf Holzflößen errichtet wurden, kam es nach dem Sinken des Grundwasserspiegels des Emajõgi zu einer einseitigen Absenkung des Hauses. In dem Gebäude war früher eine Apotheke untergebracht, in der der spätere estnische Schriftsteller Oskar Luts (1887–1953) als Provisor tätig war. Heute befindet sich darin eine Filiale des Estnischen Kunstmuseums. Ausstellungen widmen sich unter anderem der berühmten Tartuer Kunstschule Pallas.